# Lo & Leduc
Lo & Leduc sono un duo musicale hip hop svizzero fondato nel 2009 a Berna e composto da Lorenz Häberli e Luc Oggier.
Hanno raggiunto la notorietà in Svizzera nel 2014 con l'album Zucker fürs Volk, e in seguito, nel 2018, con il singolo 079.

## Storia
Lo & Leduc si sono conosciuti nel 2005 all'interno dell'ensemble Pacomé, formato da artisti che cantano in tedesco bernese. Quando Luc Oggier, cantante e rapper del gruppo, ha dovuto assentarsi per sei mesi nel 2007 a causa di problemi vocali, Lorenz Häberli lo ha sostituito, rimanendo poi come membro fisso.
Nel 2009, Pacomé ha pubblicato il suo primo album, ma le canzoni rimaste erano così tante che i due rapper, allora ancora conosciuti come Lo & Luc, hanno deciso di pubblicare un loro album intitolato Update 1.0, reso disponibile per il download gratuito. Sei mesi dopo hanno rilasciato Update 2.0, seguendo la stessa modalità senza costi. Il terzo album, Update 3.0, è stato pubblicato nel 2012 e aveva una produzione più complessa, orientata verso la musica da ballo. Questo album, anch'esso gratis su Internet, ha ottenuto un buon riscontro grazie a canzoni come Räuber u Poli, pubblicata anche su YouTube.
Nello stesso anno hanno iniziato a pianificare il loro primo album commerciale. La produzione è stata affidata a Dodo, che aveva già collaborato con successo con Steff la Cheffe. Con il singolo All die Büecher, pubblicato in anteprima, hanno raggiunto la 42ª posizione della Schweizer Hitparade. L'album Zucker fürs Volk è uscito nell'aprile 2014, entrando alla 3ª posizione e raggiungendo la 2ª posizione una settimana dopo. È rimasto in classifica per tutto l'anno ed è tornato nella top 10 all'inizio del 2015, dopo che la canzone Jung verdammt è diventata un successo, ottenendo la 2ª posizione. Singolo e album hanno ricevuto il disco di platino.
Ai Swiss Music Awards 2015, Lo & Leduc sono stati gli artisti con il maggior numero di nomination (Miglior gruppo, Miglior performance live e Miglior talento). Hanno vinto in tutte e tre le categorie, diventando i secondi artisti, dopo Stress nel 2008, a vincere tre premi in un anno.
Nel marzo 2018 hanno raggiunto il successo definitivo con il singolo 079. La canzone ha subito raggiunto la vetta della classifica svizzera dei singoli, rimanendo imbattuta per 21 settimane. Il brano è stato anche certificato sei volte platino.
L'11 aprile 2019 è uscito nei cinema il film d'animazione ispano-americano Wonder Park, dove Lo & Leduc hanno prestato le loro voci ai castori Gus e Cooper nella versione svizzero-tedesca della pellicola.

## Membri
- Lorenz "Lo" Häberli – voce e produzione
- Luc "Leduc" Oggier – voce e produzione

## Discografia

### Album
- 2009 – Update 1.0
- 2010 – Update 2.0
- 2011 – Update 3.0 – Fin de siècle
- 2014 – Zucker fürs Volk
- 2017 – Ingwer und Ewig
- 2018 – Update 4.0
- 2022 – Mercato
- 2022 – Luft

### EP
- 2019 – Hype

### Singoli
- 2014 – All die Büecher
- 2014 – Jung verdammt
- 2015 – Blaui Peperoni
- 2015 – Bini bi dir
- 2016 – Chapeau (con Seven)
- 2017 – Mis Huus dis Huus
- 2017 – Erfunde
- 2017 – Für Ingwer und Ewig
- 2018 – Chileli vo Wasse
- 2018 – 079
- 2018 – Lug wi mir flüge
- 2018 – Im erschte Tram
- 2019 – Online
- 2020 – Tribut
- 2021 – Snooze
- 2021 – Rosé und Benzin
- 2022 – Taxi Taxi
- 2022 – Ig o

### Collaborazioni
- 2012 – 1 (Sad feat. Büne Huber e Lo & Leduc)
- 2014 – Dynamite (con Ira May e Noah Veraguth)

## Riconoscimenti
- Prix Walo
  - 2015 – Premio DJ/Hip-Hop[14]
  - 2016 – Premio Hip-Hop[15]
  - 2019 – Premio Pop/Rock[16]
- Swiss Music Awards
  - 2015 – Miglior gruppo[11]
  - 2015 – Miglior performance live[11]
  - 2015 – Miglior talento[11]
  - 2019 – Miglior gruppo[17]
  - 2022 – Candidatura al Miglior successo per Tribut[18]
  - 2023 – Candidatura al Miglior gruppo[19]
- Energy Music Awards
  - 2018 – Miglior artista svizzero[20]
- LYRICS Awards
  - 2018 – Miglior uscita per Update 4.0[21]
- MTV Europe Music Awards
  - 2015 – Candidatura al Miglior artista svizzero[22]
  - 2017 – Candidatura al Miglior artista svizzero[23]
  - 2018 – Candidatura al Miglior artista svizzero[24]